# 奧沃爾-林格托體育館
奧沃爾-林格托體育館是義大利杜林的一座室內體育場。是為了2006年冬季奧林匹克運動會而興建的，競速滑冰的比賽在此館舉行。本體育場可容納8500人，由HOK Sport （页面存档备份，存于）設計。2006年世界擊劍錦標賽和2009年歐洲室內田徑錦標賽也都在此舉辦。

## 外部連結
- 奧沃爾-林格托體育館的圖片

| 前任： Utilita伯明翰体育馆 伯明翰 | 欧洲室内田径锦标赛 场地 2009年 | 繼任： 巴黎贝尔西体育馆 巴黎 |